# Louis Malter
Louis Malter (28 d'abril de 1907 - 7 de maig de 1985) va ser un físic nord-americà especialitzat en la investigació de tubs de buit i sistemes d'alt buit. És conegut pel seu descobriment l'any 1936 de l'efecte Malter homònim.

## Biografia
Louis Malter va néixer el 28 d'abril de 1907 a la ciutat de Nova York. Es va graduar el 1926 amb una llicenciatura al College of the City de Nova York. Després va ensenyar física a la universitat de 1926 a 1928. El 1931, Malter va rebre el seu màster a la Universitat de Cornell, i va rebre el seu doctorat. el 1936. Després de rebre el doctorat, Malter va ser contractat per la RCA, primer treballant a la Divisió d'Investigació Acústica i Fotòfons entre 1928 i 1930, després a la RCA Manufacturing Company entre 1933 i 1942.
El 1941, Malter va ser escollit membre de l'American Physical Society. De 1943 a 1946, Malter va dirigir la divisió de desenvolupament especial de la RCA Manufacturing Company. El maig de 1946, Malter es va convertir en el cap de la Secció de Recerca de Tubs Buits del Naval Research Laboratory a Washington, DC, abans de tornar a RCA el 1949. Entre 1949 i 1955, Malter va mantenir correspondència amb Leonard Benedict Loeb. A principis de la dècada de 1950, Malter era l'enginyer en cap de la divisió RCA Semiconductor. A finals de la dècada de 1950, va ser reclutat per dirigir la Divisió Varian Vacuum de Varian Associates a Palo Alto, Califòrnia. A la dècada de 1970, Malter va actuar com a expert en sistemes d'alt buit a l' Institut de Medicina Ortomolecular de Linus Pauling.

## Vida personal
Malter va morir el 7 de maig de 1985 a San Mateo, Califòrnia. Es va casar dues vegades i va tenir tres fills.

## Publicacions
- Wolff, Irving; Malter, Louis Physical Review, 33, 6, 1929, pàg. 1061–1065. Bibcode: 1929PhRv...33.1061W. DOI: 10.1103/PhysRev.33.1061.
- Wolff, Irving; Malter, Louis The Journal of the Acoustical Society of America, 2, 2, 1930, pàg. 201–241. Bibcode: 1930ASAJ....2..201W. DOI: 10.1121/1.1915251.
- Zworykin, Vladimir K.; Morton, George A.; Malter, L. Proceedings of the Institute of Radio Engineers, 24, 3, 1936, pàg. 351–375. DOI: 10.1109/JRPROC.1936.226435.
- Malter, L.; Marcuvitz, N. Review of Scientific Instruments, 9, 3, 1938, pàg. 92–95. Bibcode: 1938RScI....9...92M. DOI: 10.1063/1.1752444.
- Malter, L.; Langmuir, D. B. Physical Review, 55, 8, 1939, pàg. 743–747. Bibcode: 1939PhRv...55..743M. DOI: 10.1103/PhysRev.55.743. (After receiving his Ph.D. from Massachusetts Institute of Technology, D. B. Langmuir worked for RCA in Harrison, New Jersey. During WW II he worked with Vannevar Bush.  «Obituary. Dr. David Bulkeley Langmuir». , 02-02-2003.)
- Langmuir, D. B.; Malter, L. Physical Review, 55, 8, 1939, pàg. 748–749. Bibcode: 1939PhRv...55..748L. DOI: 10.1103/PhysRev.55.748.
- Malter, L.; Brewer, G. R. Journal of Applied Physics, 20, 10, 1949, pàg. 918–925. Bibcode: 1949JAP....20..918M. DOI: 10.1063/1.1698253.
- Johnson, E. O.; Malter, L. Physical Review, 80, 1, 1950, pàg. 58–68. Bibcode: 1950PhRv...80...58J. DOI: 10.1103/PhysRev.80.58. 1950 (over 850 citations)
- Bernardini, M.; Malter, L. Journal of Vacuum Science and Technology, 2, 3, 1965, pàg. 130–141. Bibcode: 1965JVST....2..130B. DOI: 10.1116/1.1492415.